# Тори (пролив)
Тори (англ. Tory Channel, маори Kura Te Au — «красное течение, окрашенное крилем») — пролив Новой Зеландии между северным побережьем северо-восточной оконечности Южного острова и южным побережьем острова Арапава. Соединяет залив Куин-Шарлотт с проливом Кука на востоке Тасманова моря. Пролив простирается в субмеридиональном направлении: от мыса Диффенбах на западе до мыса Ист-Хед на востоке. Административно располагается в пределах территории региона Марлборо.